# Max Holmnäs
Max Ingmar Holmnäs, född 1 januari 1948, är en svensk före detta idrottsman (långdistanslöpare). Han tävlade för Enhörna IF. Holmnäs vann SM-guld på 30 000 meter och i maraton år 1973.